# Zachtboard
Zachtboard (zachte vezelplaat) is een materiaal dat gemaakt wordt uit houtvezels. Deze vezels bevatten de natuurlijke bindstof lignine, waardoor de vezels bij elkaar worden gehouden. Er wordt dus geen extra lijm toegevoegd. Van de natte vezelmassa worden platen gevormd. Het board wordt daarna gedroogd zonder het te persen.
Zachtboard is poreus en daardoor geluiddempend. Het is vochtgevoelig. Zachtboard kan extra behandelingen ondergaan waardoor het beter vochtbestendig wordt en ook brandveilig.
Zachtboard kan worden geproduceerd via een nat of droog procedé. Bij het droge procedé wordt er wel gebruikgemaakt van lijm. Platen geproduceerd via het droge procedé hebben doorgaans een lagere densiteit (50-150 kg/m³) en zijn daardoor nog beter geschikt als akoestische en thermische isolatie.

## Toepassingen
- als ondervloer
- als thermische isolatie van vloeren en wanden
- als contactgeluidisolatie onder laminaat-parket
- als luchtgeluidisolatie in houtskeletbouw of in systeemwanden
- voorzien is van gaatjes en gleufjes is het in gebruik als geluidsabsorberend (dempend) materiaal
- als prikbord
- als verpakkingsmateriaal voor onder andere de glasindustrie
- als haard- of barbecueaansteker (voorbehandeld met paraffine)
- het aftimmeren van plafonds
- als vulling voor deuren